# Ludmilla Ymeri
Ludmilla Ymeri (geb. Šinderbalová; * 1924 in Zlín; † 2004) war eine albanische Cellistin und Musikpädagogin tschechischer Herkunft.
Ludmilla Šinderbalová studierte ab 1947 an der Akademie der musischen Künste in Prag Cello bei Ladislav Zelenka. Nach dem Abschluss der Ausbildung ging sie 1953 nach Albanien und erhielt die albanische Staatsbürgerschaft. Sie unterrichtete dort bis 1968 mit ihrem Ehemann, Ymer Skender, am Kunstlyzeum „Jordan Misja“. Zu ihren zahlreichen Schülern zählten Cellisten wie Gëzim Laro, Muharrem Denizi, Pirro Xhaini, Lida Radoja, Yllka Borodani, Mirjana Rusi, Agim Çegrani, Kostika Tanto, Osman Kuriçi, Gjovalin Lazri und Gjergj Antoniu.